# キリングベクトル場

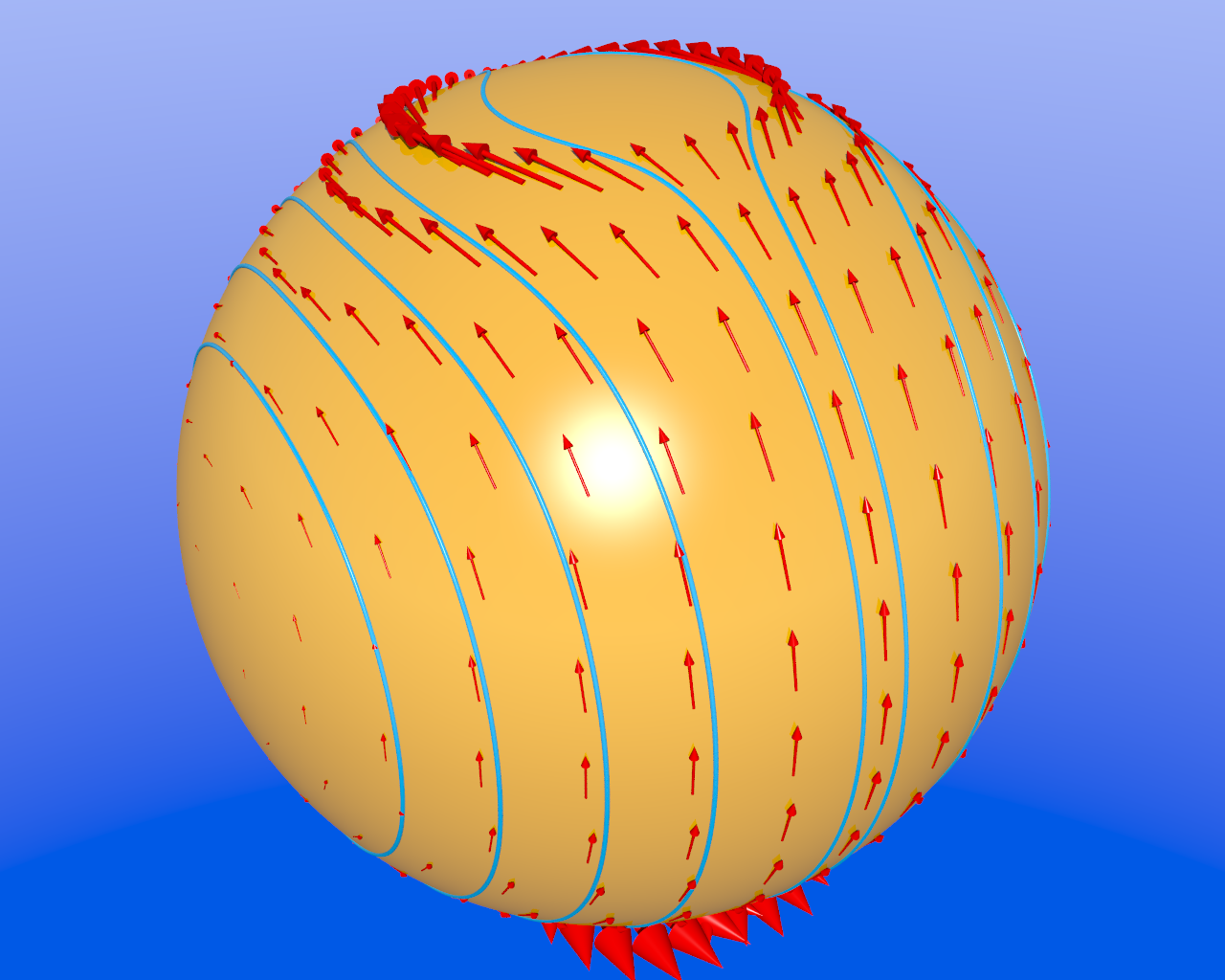
球面上に積分曲線（青色）と共に描いたキリングベクトル場（赤色）

キリングベクトル場（Killing vector field、別名：キリング場、Killing field）は、ヴィルヘルム・キリング(Wilhelm Killing)の名前に因む。キリング場は、リーマン多様体や擬リーマン多様体上のベクトル場であって計量を保存するものを指す。キリング場は、等長変換群(isometry)の無限小生成子である。すなわち、キリング場により生成されるフロー (幾何学)は、多様体上の等長写像の連続群を為す。より平易に表現すると、対象の上の各点をキリング場の方向に同じ距離だけ移動したときに点の間の距離の関係が保たれるという意味での対称性がキリング場により生成される。

## 定義
特に、計量 g の X に関するリー微分が 0 となる、つまり、
{\displaystyle {\mathcal {L}}_{X}g=0}
であるとき、ベクトル場 X をキリングベクトル場という。
レヴィ・チヴィタ接続の言葉で書けば、これは任意のベクトル場 X と Y について、
{\displaystyle g(\nabla _{Y}X,Z)+g(Y,\nabla _{Z}X)=0\,}
が成り立つことに対応する。局所座標では、キリング方程式
{\displaystyle \nabla _{\mu }X_{\nu }+\nabla _{\nu }X_{\mu }=0}
で書かれる。この条件は共変形式で書かれているので、一つの座標系で確かめれば任意の座標系で満たされることが分かる。

## 例
- 点の周りを時計周りで、各々の点で同じ長さを持つ円上のベクトル場は、キリングベクトル場である。このベクトル場に沿って円の上で点を動かすことは、単純に円を回ることとなるからである。

- ある基底座標 {\displaystyle dx^{a}} での計量の係数 {\displaystyle g_{\mu \nu }} が {\displaystyle x^{\kappa }} と独立であれば、{\displaystyle K^{\mu }=\delta _{\kappa }^{\mu }}は自動的にキリングベクトル場となる。ここに、{\displaystyle \delta _{\kappa }^{\mu }} はクロネッカーのデルタである[1]。このことを証明するために、

{\displaystyle g_{\mu \nu },_{0}=0\,}
を仮定すると、
{\displaystyle K^{\mu }=\delta _{0}^{\mu }} であり、{\displaystyle K_{\mu }=g_{\mu \nu }K^{\nu }=g_{\mu \nu }\delta _{0}^{\nu }=g_{\mu 0}}
である。ここで、{\displaystyle g_{\rho 0}g^{\rho \sigma }=\delta _{0}^{\sigma }} より、キリングの条件
{\displaystyle K_{\mu ;\nu }+K_{\nu ;\mu }=K_{\mu ,\nu }+K_{\nu ,\mu }-2\Gamma _{\mu \nu }^{\rho }K_{\rho }=g_{\mu 0,\nu }+g_{\nu 0,\mu }-g^{\rho \sigma }(g_{\sigma \mu ,\nu }+g_{\sigma \nu ,\mu }-g_{\mu \nu ,\sigma })g_{\rho 0}}
を得る。このキリング条件は
{\displaystyle g_{\mu 0,\nu }+g_{\nu 0,\mu }-(g_{0\mu ,\nu }+g_{0\nu ,\mu }-g_{\mu \nu ,0})=0}
このことは、{\displaystyle g_{\mu \nu ,0}=0} であることから、成り立っていることが分かる。
- 物理的な意味は、たとえば、計量の係数が時間の函数でない場合、多様体は自動的にタイムライクなキリングベクトルを持つ。
- ライマン項の中に、対象が時間発展（時間経過したとき）や変換をしないならば、時間の経過は対象を計測を変化させない。このように定式化すると、結果はトートロジーのように聞こえるが、しかし例は非常に考慮の行き届いていることを理解すべきである。キリング場はより複雑でより興味深い例に対しても適用される。

## 性質
キリング場は、ある点でのベクトルとその勾配（つまり、点における場のすべての共変微分により決定される。
2つのキリング場のリーブラケットもまたキリング場であるので、多様体 M 上のキリング場は、M 上のベクトル場のリー代数を形成する。M が完備であれば、この代数は多様体の等長群(isometry group)のリー代数となる。
コンパクトな多様体に対し、
- 負のリッチ曲率は、非自明な（0 でない）キリングベクトルが存在しないことを意味する。
- 非負のリッチ曲率は、すべてのキリング場が平行である、つまり、すべてのベクトル場にそった共変微分が恒等的に 0 となることを意味する。
- 断面曲率は正で、M の次元は偶数であれば、キリング場は零点を持つ。

すべてのキリングベクトル場の発散は 0 となる。
{\displaystyle X} がキリングベクトル場で {\displaystyle Y} が調和ベクトル場であれば、{\displaystyle g(X,Y)} は調和函数である。
{\displaystyle X} がキリングベクトル場で {\displaystyle \omega } が調和 p-形式であれば、{\displaystyle {\mathcal {L}}_{X}\omega =0} である。

### 測地線
各々のキリングベクトルは、測地線(geodesics)に沿って保存される量に対応する。この保存量はキリングベクトルと測地線の接ベクトルとの間の計量積である。すなわち、同じアフィンパラメータ {\displaystyle \lambda } の測地線に沿って、方程式 {\displaystyle {\frac {d}{d\lambda }}(K_{\mu }{\frac {dx^{\mu }}{d\lambda }})=0} が成立する。これは、対称性をもつ時空の運動を解析的に研究する目的を持っている。

## 一般化
- キリングベクトル場は、あるスカラー {\displaystyle \lambda } に対して {\displaystyle {\mathcal {L}}_{X}g=\lambda g\,} で定義さる共形キリングベクトル場へ一般化される。共形写像の一径数族の微分は、共形キリング場である。
- キリングテンソル場は、{\displaystyle \nabla T} の対称化のトレースのない部分が 0 となるような対称テンソル場 T である。キリングテンソルを持つ多様体の例としては、回転ブラックホール（英語版）(rotating black hole)やFRW宇宙がある[3]。
- キリングベクトル場は、等長な群に代えて多様体上の作用するリー群 G をとると、任意の（計量を持たない多様体でもよい）多様体 M 上に定義することができる[4]。この広い意味でのキリングベクトル場は、群の作用により G 上の右不変ベクトル場のプッシュフォワードである。群作用が有効であれば、キリングベクトル場の空間は G のリー代数 {\displaystyle {\mathfrak {g}}} と同型である。